# Ophrynia uncata
Ophrynia uncata är en spindelart som beskrevs av Rudy Jocqué och Nikolaj Scharff 1986. Ophrynia uncata ingår i släktet Ophrynia och familjen täckvävarspindlar.
Artens utbredningsområde är Tanzania. Inga underarter finns listade i Catalogue of Life.